# Liste der Bodendenkmäler in Welden
Auf dieser Seite sind die Bodendenkmäler in dem schwäbischen Markt Welden zusammengestellt. Diese Tabelle ist eine Teilliste der Liste der Bodendenkmäler in Bayern. Grundlage ist die Bayerische Denkmalliste, die auf Basis des Bayerischen Denkmalschutzgesetzes vom 1. Oktober 1973 erstmals erstellt wurde und seither durch das Bayerische Landesamt für Denkmalpflege geführt wird. Die folgenden Angaben ersetzen nicht die rechtsverbindliche Auskunft der Denkmalschutzbehörde.

## Bodendenkmäler in Welden

### Bodendenkmäler in der Gemarkung Bonstetten
| Lage                  | Objekt                                     | Akten-Nr.     | Bild |
| --------------------- | ------------------------------------------ | ------------- | ---- |
| Bonstetten (Standort) | Grabhügel vorgeschichtlicher Zeitstellung. | D-7-7530-0039 |      |

### Bodendenkmäler in der Gemarkung Reutern
| Lage               | Objekt | Akten-Nr.     | Bild |
| ------------------ | --- | ------------- | ---- |
| Reutern (Standort) | Viereckschanze der jüngeren Latènezeit. | D-7-7529-0020 |      |
| Reutern (Standort) | Burgstall des Mittelalters. Siehe auch: Burg Reutern                                                                                              | D-7-7529-0021 |      |
| Reutern (Standort) | Siedlung der römischen Kaiserzeit. | D-7-7529-0022 |      |
| Reutern (Standort) | Mittelalterliche und frühneuzeitliche Befunde im Bereich der Katholischen Pfarrkirche St. Leonhard in Reutern. Siehe auch: St. Leonhard (Reutern) | D-7-7529-0090 |      |

### Bodendenkmäler in der Gemarkung Welden
| Lage              | Objekt | Akten-Nr.     | Bild |
| ----------------- | --- | ------------- | ---- |
| Welden (Standort) | Burgstall des Mittelalters sowie mittelalterliche und frühneuzeitliche Befunde im Bereich der Katholischen Votivkirche St. Thekla, darunter abgegangenes Jagdschloss der frühen Neuzeit. Siehe auch: Burgstall Welden, St. Thekla (Welden) | D-7-7529-0023 |      |
| Welden (Standort) | Mittelalterliche und frühneuzeitliche Befunde im Bereich der Katholischen Pfarrkirche Mariae Verkündigung in Welden. Siehe auch: Mariä Verkündigung (Welden)                                                                               | D-7-7529-0078 |      |
| Welden (Standort) | Siedlung der Bronzezeit und Ringwall des Frühmittelalters. Siehe auch: Schneeburg (Welden) | D-7-7530-0007 |      |
| Welden (Standort) | Grabhügel vorgeschichtlicher Zeitstellung. | D-7-7530-0008 |      |